# Гауссів q-розподіл
Гауссів q-розподіл —  сімейство розподілів ймовірностей, що є q-аналогом гауссового або нормального розподілу. Включає в себе, рівномірний розподіл і нормальний (гауссів) розподіл як граничні випадки. Розподіл симетричний відносно нуля і обмежений, за винятком в граничному випадку нормального розподілу. Гауссів q-розподіл, уведений Діазом і Теруелем, використовується у математичній фізиці і теорії ймовірності та статистики.

## Визначення
Нехай q дійсне число в інтервалі [0, 1).  Функція щільності ймовірності гауссового Q-розподілу задається наступним чином
{\displaystyle {\displaystyle s_{q}(x)={\begin{cases}0&{\text{if }}x<-\nu \\{\frac {1}{c(q)}}E_{q^{2}}^{\frac {-q^{2}x^{2}}{[2]_{q}}}&{\text{if }}-\nu \leq x\leq \nu \\0&{\mbox{if }}x>\nu .\end{cases}}}}
де
{\displaystyle {\displaystyle \nu =\nu (q)={\frac {1}{\sqrt {1-q}}},}{\displaystyle c(q)=2(1-q)^{1/2}\sum _{m=0}^{\infty }{\frac {(-1)^{m}q^{m(m+1)}}{(1-q^{2m+1})(1-q^{2})_{q^{2}}^{m}}}.}}
Q-аналог {\displaystyle [t]q} дійсного числа {\displaystyle {\displaystyle t}}  задається
{\displaystyle {\displaystyle [t]_{q}={\frac {q^{t}-1}{q-1}}.}}

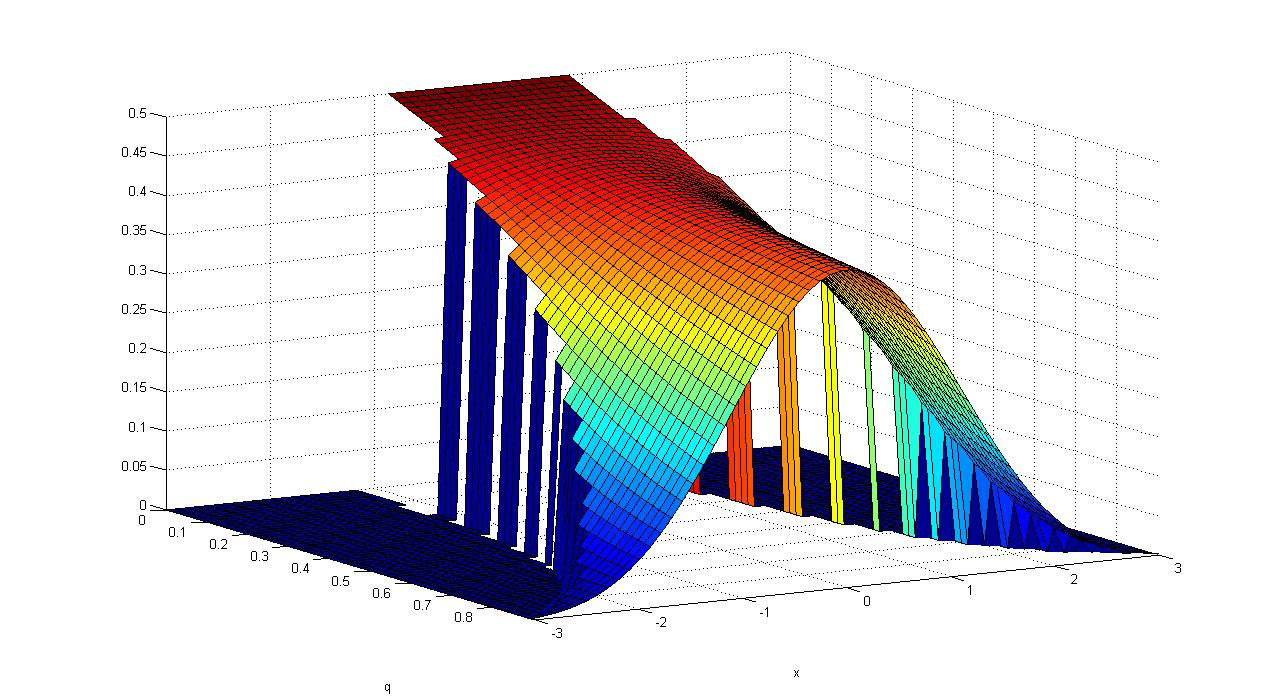
Гауссів Q-розподіл

Q-аналог експоненційної функції є Q-експонентів, {\displaystyle E_{q}^{x}}, яка задається
{\displaystyle {\displaystyle E_{q}^{x}=\sum _{j=0}^{\infty }q^{j(j-1)/2}{\frac {x^{j}}{[j]!}}}}
де Q-аналог факторіала є Q-факторіала, {\displaystyle [n]q!}, який, в свою чергу, заданої
{\displaystyle {\displaystyle [n]_{q}!=[n]_{q}[n-1]_{q}\cdots [2]_{q}\ ,}}
для цілого {\displaystyle n>2} і {\displaystyle [1]q!=[0]q!=1.}
Кумулятивна функція розподілу гауссового Q-розподілу задається
{\displaystyle {\displaystyle G_{q}(x)={\begin{cases}0&{\text{if }}x<-\nu \\[12pt]\displaystyle {\frac {1}{c(q)}}\int _{-\nu }^{x}E_{q^{2}}^{-q^{2}t^{2}/[2]}\,d_{q}t&{\text{if }}-\nu \leq x\leq \nu \\[12pt]1&{\text{if }}x>\nu \end{cases}}}}

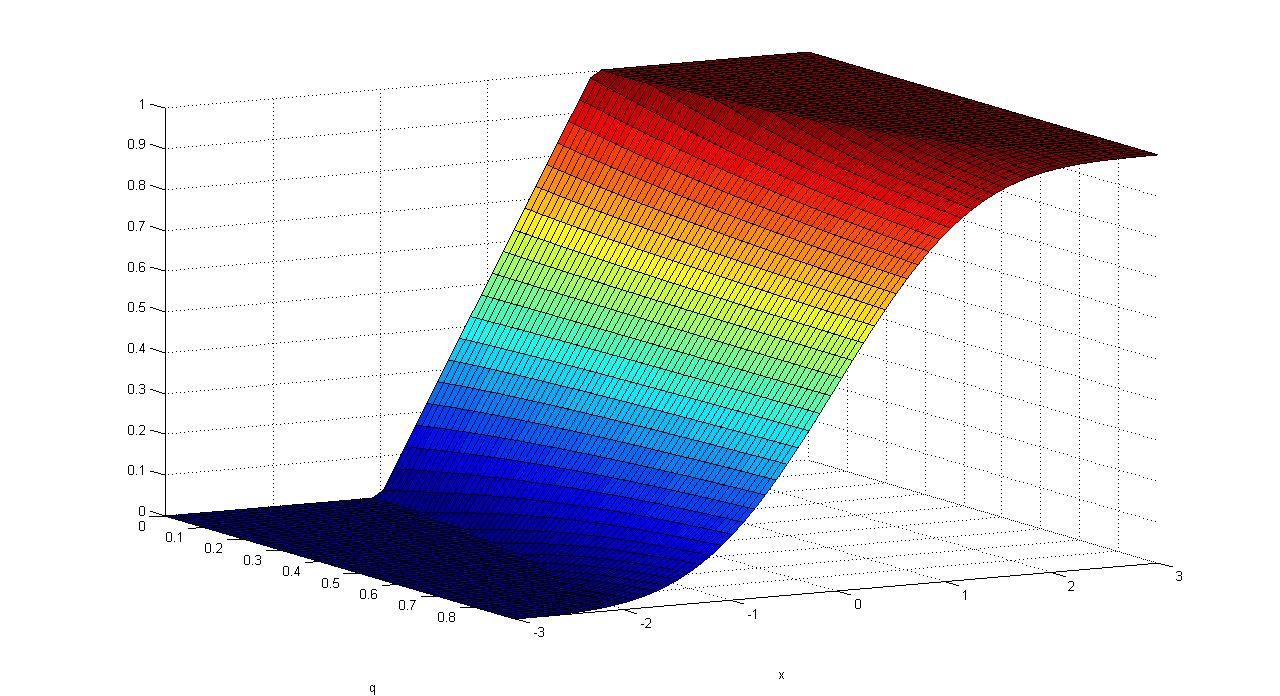
Сукупний гауссів Q-розподіл.

де символ інтегрування позначає інтеграл Джексона.
Функція {\displaystyle Gq} задається явно
{\displaystyle {\displaystyle G_{q}(x)={\begin{cases}0&{\text{if }}x<-\nu ,\\\displaystyle {\frac {1}{2}}+{\frac {1-q}{c(q)}}\sum _{n=0}^{\infty }{\frac {q^{n(n+1)}(q-1)^{n}}{(1-q^{2n+1})(1-q^{2})_{q^{2}}^{n}}}x^{2n+1}&{\text{if }}-\nu \leq x\leq \nu \\1&{\text{if}}\ x>\nu \end{cases}}}}
де
{\displaystyle {\displaystyle (a+b)_{q}^{n}=\prod _{i=0}^{n-1}(a+q^{i}b).}}

## Моменти
Моменти гауссового Q-розподілу задаються
{\displaystyle {\displaystyle {\frac {1}{c(q)}}\int _{-\nu }^{\nu }E_{q^{2}}^{-q^{2}x^{2}/[2]}\,x^{2n}\,d_{q}x=[2n-1]!!,}}
{\displaystyle {\displaystyle {\frac {1}{c(q)}}\int _{-\nu }^{\nu }E_{q^{2}}^{-q^{2}x^{2}/[2]}\,x^{2n+1}\,d_{q}x=0,}}
де символ [2n - 1] !!  є Q-аналог подвійного факторіала, який задається
{\displaystyle {\displaystyle [2n-1][2n-3]\cdots [1]=[2n-1]!!.\,}}